# Léon Tixier
Pour les articles homonymes, voir Tixier.
Léon Tixier, né à Felletin et mort le 13 novembre 1649,  est un moine chartreux français qui fut prieur de la Grande Chartreuse de 1643 à 1649 et donc ministre général de l'ordre des Chartreux.

## Biographie
Léon Tixier est le second de trois frères qui deviennent également chartreux.
Il est profès de la Grande Chartreuse, puis prieur de la chartreuse de Lyon de 1619 jusqu'à son élection comme général de l'ordre en 1643.

## Écrits
- « Extrait des Reglemens qui furent faits par le R. Père Dom Leon, et publiez à Salettes le 7e jour de Septembre 1648 », Le Masson, Innocent, Articles à examiner souvent, tirés des Statuts des Moniales Chartreuses, s.l.n.d. (Correrie, vers 1694), prem. partie, pp. 21–25. (Ce sont les paragraphes : 11, 13, 28, 38, 39, 45, 46, 48, 53, 56, 58, 61, des Reglemens de Dom Léon Tixier.)

## Famille
- Pacifique Tixier (†1645), né à Felletin, profès de Port-Sainte-Marie, prieur de Villefranche-de-Rouergue, en 1614; de Port-Sainte-Marie, en 1616; prieur-fondateur de la chartreuse de Bordeaux, transféré à Toulouse en 1627[3]
- Antoine Tixier (†1655), né à Felletin, profès de Toulouse, prieur de Rodez en 1617, puis de Cahors en 1627, prieur à Bordeaux en 1642, à Cahors dès l’année suivante, transféré à Toulouse en 1645.